# 188506 Roulet
188506 Roulet è un asteroide della fascia principale. Scoperto nel 2004, presenta un'orbita caratterizzata da un semiasse maggiore pari a 2,945556 UA e da un'eccentricità di 0,075626, inclinata di 7,486148° rispetto all'eclittica.